# شام عاشقانه سه‌نفره
شام عاشقانه سه نفره فیلم جواد مزدآبادی در مقام کارگردان محصول سال ۱۳۹۵ بعد از فیلم ورود زنده‌ها ممنوع است که سال ۱۳۸۹ ساخته شد.

## داستان فیلم
داستان زندگی زن و شوهر جوانی را روایت می‌کند که در ابتدای زندگی شان در جریان یک کلاهبرداری به مشکل مالی برمی‌خورند و مجبور به فرار می‌شوند. در این گیر و دار زن متوجه بارداری اش می‌شود و همین امر او را وارد ماجراهایی می‌کند که داستان اصلی این فیلم را تشکیل می‌دهد